# World Series 1929
Le World Series 1929 sono state la 26ª edizione della serie di finale della Major League Baseball al meglio delle sette partite tra i campioni della National League (NL) 1929, i Chicago Cubs e quelli della American League (AL), i Philadelphia Athletics. A vincere il loro quarto titolo furono gli Athletics per quattro gare a una.
Questa edizione delle World Series fu quella del famoso "Mack Attack" (dal nome dello storico proprietario-manager degli A's Connie Mack), in cui gli Athletics rimontarono uno svantaggio di otto punti segnandone dieci nel settimo inning di gara 4, andando a vincere per 10–8. I Cubs subirono un altro duro colpo durante quella rimonta da record quando l'esterno Hack Wilson perse la palla in volo battuta da Mule Haas a causa del sole, concedendo così un fuoricampo interno da 3 punti che portò gli A's sull'8–7. Fu l'ultimo fuoricampo interno alle World Series fino a gara 1 delle World Series 2015.

## Sommario
Philadelphia ha vinto la serie, 4-1.
| Gara | Data       | Punteggio                                     | Stadio        | Tempo | Pubblico |
| ---- | ---------- | --------------------------------------------- | ------------- | ----- | -------- |
| 1    | 8 ottobre  | Philadelphia Athletics – 3, Chicago Cubs – 1  | Wrigley Field | 2:03  | 50.740   |
| 2    | 9 ottobre  | Philadelphia Athletics – 9, Chicago Cubs – 3  | Wrigley Field | 2:29  | 49.987   |
| 3    | 11 ottobre | Chicago Cubs – 3, Philadelphia Athletics – 1  | Shibe Park    | 2:09  | 29.921   |
| 4    | 12 ottobre | Chicago Cubs – 8, Philadelphia Athletics – 10 | Shibe Park    | 2:12  | 29.921   |
| 5    | 14 ottobre | Chicago Cubs – 2, Philadelphia Athletics – 3  | Shibe Park    | 1:42  | 29.921   |

## Hall of Famer coinvolti
- Umpire: Bill Klem
- Athletics: Connie Mack (man.), Mickey Cochrane, Jimmie Foxx, Lefty Grove, Al Simmons
- Cubs: Joe McCarthy (man.), Kiki Cuyler, Gabby Hartnett, Rogers Hornsby, Hack Wilson